# مارك هاليت (موضح علمي)
مارك هاليت (بالإنجليزية: Mark Hallett)‏ هو موضح علمي ‏ أمريكي، ولد في 21 نوفمبر 1947.